# Chi Đầu rìu
Chi Đầu rìu (danh pháp khoa học: Upupa) là một chi chim trong họ Upupidae. Các loài chim trong chi này đáng chú ý ở chỏm lông đầu rất khác biệt, trông tựa như cái rìu, vì thế mà tên gọi trong tiếng Việt của loài Upupa epops có mặt trong khu vực này là đầu rìu.

## Phân loại và hệ thống học
Upupa và epops tương ứng là các từ trong tiếng Latinh và Hy Lạp cổ đại để chỉ đầu rìu. Cả hai từ này đều là từ tượng thanh gần giống như những tiếng kêu của loài chim này.
Đầu rìu từng được phân loại trong bộ Sả (Coraciiformes). Mối quan hệ họ hàng gần của đầu rìu với Phoeniculidae cũng được hỗ trợ bởi bản chất chia sẻ chung và là độc nhất chỉ có ở chúng trong xương bàn đạp trong tai giữa. Trong phân loại Sibley-Ahlquist, đầu rìu được tách khỏi Coraciiformes như một bộ riêng gọi là Upupiformes và cho tới đầu thế kỷ 21 thì một số tác giả vẫn đặt đầu rìu trong bộ Upupiformes, nhưng hiện nay thì đồng thuận là coi đầu rìu thuộc về bộ Bucerotiformes.
Hồ sơ hóa thạch chim dạng đầu rìu là rất không hoàn hảo, với hóa thạch sớm nhất đã biết có từ kỷ Đệ Tứ. Hồ sơ hóa thạch của các họ hàng gần của nó là cổ hơn, với hóa thạch của chim dạng Phoeniculidae có niên đại tới thế Miocen còn hóa thạch của các họ hàng đã tuyệt chủng như Messelirrisoridae thì có niên đại tới thế Eocen.

## Các loài
Hiện tại người ta công nhận 3 loài còn sinh tồn và 1 loài tuyệt chủng, mặc dù trong nhiều năm chúng được gộp chung trong 1 loài duy nhất là Upupa epops.
- Upupa africana - Đầu rìu châu Phi.
- †Upupa antaios - Đầu rìu Saint Helena. Tuyệt chủng.[8]
- Upupa epops - Đầu rìu, đầu rìu Á Âu.[9]
- Upupa marginata - Đầu rìu Madagascar.